# Andrena penemisella
Andrena penemisella är en biart som beskrevs av Laberge och Ribble 1975. Andrena penemisella ingår i släktet sandbin, och familjen grävbin. Inga underarter finns listade i Catalogue of Life.